# Drag (film)
Drag is een Amerikaanse dramafilm uit 1929 onder regie van Frank Lloyd.

## Verhaal
David Carroll heeft een oogje op Dot, maar hij trouwt met Allie Parker, de dochter van zijn huisbaas. Ze reist niet mee met David, als hij naar New York gaat om er een theatervoorstelling te verkopen. Daar ziet hij Dot terug en ze worden verliefd.

## Rolverdeling
| Acteur              | Personage      |
| ------------------- | -------------- |
| Richard Barthelmess | David Carroll  |
| Lucien Littlefield  | Pa Parker      |
| Kahtrin Clare Ward  | Ma Parker      |
| Alice Day           | Allie Parker   |
| Tom Dugan           | Charlie Parker |
| Lila Lee            | Dot            |
| Margaret Fielding   | Clara          |

## Prijzen en nominaties
| Jaar | Prijs  | Categorie   | Genomineerde(n) | Uitslag     |
| ---- | ------ | ----------- | --------------- | ----------- |
| 1929 | Oscars | Beste regie | Frank Lloyd     | Genomineerd |